# The Height of Callousness
The Height of Callousness è il secondo album in studio del gruppo musicale statunitense Spineshank, pubblicato il 10 ottobre 2000 dalla Roadrunner Records.
L'album ha raggiunto la posizione numero 183 su Billboard 200 e la numero 13 nella classifica Heatseekers e da esso sono stati estratti i singoli Synthetic e New Disease.

## Tracce
1. Asthmatic – 3:30
2. The Height of Callousness – 3:02
3. Synthetic – 3:10
4. New Disease – 3:14
5. (Can't Be) Fixed – 3:12
6. Cyanide 2600 – 3:10
7. Play God – 4:02
8. Malnutrition – 3:30
9. Seamless – 3:44
10. Negative Space – 2:39
11. Transparent – 3:53

## Formazione
- Jonny Santos - voce
- Mike Sarkisyan - chitarra
- Bobbito García - basso
- Tommy Decker - batteria